# Juana Barraza
Juana Barraza (Epazoyucan, 27 dicembre 1957) è un'ex wrestler e serial killer messicana, soprannominata La Mataviejitas (L'ammazzavecchiette) condannata a 759 anni di prigione per aver ucciso undici donne anziane..
Il primo omicidio attribuito alla Mataviejitas viene fatto risalire senza certezze dagli ultimi anni novanta fino a uno specifico omicidio del 17 novembre 2003. La polizia e la stampa hanno dato stime diverse sul numero delle vittime della Barraza, con numeri che variano dalle 24 alle 49 uccisioni.

## Infanzia e famiglia
Juana Barraza è nata ad Epazoyucan, nello stato di Hidalgo, un'area rurale a nord di Città del Messico. La madre della Barraza, Justa Samperio, era un'alcolizzata che la scambiò per tre birre con un uomo che la violentò ripetutamente quando le venne affidata, e con la quale rimase incinta di un bambino. Ebbe in totale quattro figli, nonostante il figlio maggiore morì in seguito alle ferite riportate durante una rapina. Prima del suo arresto, la Barraza era stata una wrestler professionista con il nome di La Dama del Silencio (La dama del silenzio). Era molto interessata alla lucha libre, una sorta di wrestling messicano.

## Vittime
Tutte le vittime della Barraza erano donne con più di sessant'anni, e molte vivevano sole. Le picchiava a morte o le strangolava, e poi le rapinava.
Bernardo Bátiz, procuratore capo a Città del Messico, inizialmente stabilì che il killer era "una mente brillante, molto intelligente e attento", e probabilmente colpiva dopo un periodo passato ad ottenere la fiducia della vittima prescelta. La polizia pensava si fingesse come impiegato del governo che offriva la possibilità di iscriversi ai programmi di welfare governativi.
Le indagini per arrivare alla Barraza furono complicate dalle prove discordanti. Ad un certo punto, la polizia ipotizzò che fossero coinvolti due killer. In più una strana coincidenza complicò le indagini: almeno tre delle vittime della Barraza possedevano un quadro del diciottesimo secolo dell'artista francese Jean-Baptiste Greuze, Ragazzo in gilè rosso.

## Indagini
Le autorità furono pesantemente criticate dai media per non aver preso in considerazione le prove che un serial killer era all'opera a Città del Messico etichettandole come "sensazionalismo dei giornali" nell'estate del 2005. Poco dopo l'inizio delle indagini, la polizia fu criticata per aver lanciato quella che un giornalista descrisse come un "imbranata e improduttiva piombata" sui travestiti di Città del Messico.
Nel novembre 2005, le autorità messicane registrarono dichiarazioni di testimoni secondo i quali il killer si vestiva da donna per entrare negli appartamenti delle vittime. In un caso una donna robusta in una gonna rossa fu vista lasciare la casa di una vittima. Due mesi dopo, la polizia iniziò ad analizzare le impronte digitali degli obitori della città ritenendo che la Mataviejitas poteva essersi suicidata.
Una svolta nel caso si ebbe quando una persona fu arrestata mentre lasciava la casa dell'ultima vittima del serial killer, Ana María de los Reyes Alfaro, che viveva nel quartiere di Città del Messico Venustiano Carranza. La Alfaro, 82 anni, era stata strangolata con uno stetofonendoscopio.
Con sorpresa di molti messicani, che si aspettavano un uomo come killer, la persona detenuta era Juana Barraza, 48 anni, ex wrestler conosciuta col nome La Dama del Silencio. Dei testimoni nei precedenti omicidi avevano descritto una donna dall'aspetto mascolino e la polizia aveva indagato alcuni travestiti nonostante in seguito ammisero che l'ex wrestler coincideva con la descrizione dei testimoni. La Barraza era simile a una descrizione del killer, che mostrava La Mataviejitas con capelli corti tinti biondi e un neo sulla faccia, inoltre portava uno stetofonendoscopio, moduli della pensione e una tessera che la identificava come assistente sociale mentre era detenuta.
Le autorità di Città del Messico dissero che le impronte digitali della Barraza combaciavano con quelle ritrovate sulle scene di almeno 10 omicidi con all'incirca 40 omicidi attribuiti al killer. Voci non confermate dissero che la donna confessò di aver ucciso la Alfaro e altre tre donne, negando il coinvolgimento negli altri omicidi. Disse ai giornalisti che era andata a casa della Alfaro alla ricerca di lavoro nella lavanderia.

## Processo e condanna
La Barraza fu processata nella primavera del 2008, con l'accusa che dichiarò che era responsabile per circa 40 omicidi. Ammise un omicidio, quello della Alfaro, e disse che il movente era stato il risentimento riguardo al modo in cui la madre la trattava. Il 31 marzo fu trovata colpevole per 16 capi d'accusa di omicidio e rapina aggravata, inclusi 11 capi separati di omicidio. Fu condannata a 759 anni di prigione. Dal momento che le condanne in Messico sono scontate contemporaneamente, ma la pena massima in Messico è 60 anni, sconterà probabilmente l'intera pena in carcere.

## Mujeres Asesinas
Il produttore Pedro Torres ha portato la storia in televisione in un episodio del programma televisivo messicano Mujeres Asesinas 3 prodotto dalla Televisa. L'episodio si chiama "Maggie, Pensionada" con l'attrice messicana Leticia Perdigón nel ruolo di Maggie e Irma Lozano, Ana Luisa Peluffo e Lourdes Canale come vittime.

## Nella cultura di massa
"Machismo", diciannovesimo episodio della prima stagione di Criminal Minds, è in parte basato sulla storia della Barraza.